# Flores (Zamora)
Flores  es una localidad española del municipio de Gallegos del Río, en la provincia de Zamora y la comunidad autónoma de Castilla y León.

## Historia
Durante la Edad Media Flores quedó integrado en el Reino de León, cuyos monarcas habrían acometido la repoblación de la localidad dentro del proceso repoblador llevado a cabo en Aliste. Tras la independencia de Portugal del reino leonés, en 1143, la localidad habría sufrido por su situación geográfica los conflictos entre los reinos leonés y portugués por el control de la frontera, quedando estabilizada la situación en Aliste a inicios del siglo XIII, hecho reforzado por la firma del Tratado de Alcañices en 1297.
Posteriormente, en la Edad Moderna, Flores estuvo integrado en el partido de Alcañices de la provincia de Zamora, tal y como reflejaba en 1773 Tomás López en Mapa de la Provincia de Zamora. Así, al reestructurarse las provincias y crearse las actuales en 1833, la localidad se mantuvo en la provincia zamorana, dentro de la Región Leonesa, integrándose en 1834 en el partido judicial de Alcañices, dependencia que se prolongó hasta 1983, cuando fue suprimido el mismo e integrado en el Partido Judicial de Zamora.
Finalmente, en torno a 1850, el antiguo municipio de Flores se integró en el de Gallegos del Río.

## Patrimonio
Situada en los márgenes del río Aliste, tiene en su iglesia del siglo XVII, su edificio más notable, al que antiguamente se le sumaba un convento de la orden de los Jerónimos. Esta iglesia presenta una novedad que la diferencia, al estar orientada hacia el poniente y no como el resto de las iglesias de Aliste que lo hacen al oriente. El retablo Mayor es barroco y tiene dos tablas pintadas, del siglo XV.

## Vegetación
La vegetación es la típica de la zona con un paisaje muy abrupto, abundancia de árboles de hoja caduca como es el caso de chopos, alisos y fresnos. También son típicos los árboles frutales como “manzanales” (manzanos) brúñales, cerezos, perales, nogales...en sus huertas.
Merece especialmente su visita en temporada primaveral, puesto que sus campos se llenan de una alfombra floral de jaras, escobas, cantuesos (flores de San Juan), urces, etc.

## Economía
Su población se dedica mayoritariamente a la cría de ganadería y agricultura en minifundios de secano y pequeñas huertas unifamiliares de cultivo de verduras y hortalizas. Entre las explotaciones de ganadería destaca la crianza de avestruces así como ganado bovino, ovino, porcino y asnal.

## Fiestas
- Nuestra Señora de la Asunción, el 15 de agosto.